# Hallands sjukhus Halmstad
Hallands sjukhus Halmstad är från och med 2011 namnet på det tidigare Länssjukhuset i Halmstad (LiH), ett sjukhus beläget vid Galgberget i Halmstad med utsikt över staden och havet. Här bedrivs akutsjukhusvård, förlossning, specialistsjukvård och en rad servicefunktioner. Sjukhuset samverkar med Hallands sjukhus Varberg, och med Universitetssjukhusen i Lund, Malmö och Göteborg. Vidare bedrivs samverkan i utbildningsfrågor med Högskolan i Halmstad och med Köpenhamns universitet.

## Historik
Hallands sjukhus består av sjukhusen i Kungsbacka, Halmstad och Varberg samt handikappverksamheten, mödravård och ungdomsmottagning i Halland. Hallands sjukhus har cirka 4 000 medarbetare med en gemensam ledning och administration. Syftet med samordningen av specialistsjukvården är att skapa bättre och effektivare vård. 
På Hallands sjukhus Halmstad arbetar närmare 2 500 personer med att ge specialistsjukvård till invånare i södra Halland men har även regionövergripande funktioner.